# كفش غيري
كفش غيري (بالفارسية: کفش‌گیری) هي قرية تقع في غلستان في إيران. يقدر عدد سكانها بـ 1,767 نسمة .